# The Boys (Band)
The Boys (engl. „die Jungen“ oder „die Buben“) nannte sich eine 1976 in London gegründete englische Musikgruppe, die von den Beatles, den Rolling Stones, Velvet Underground, den New York Dolls und den Ramones beeinflusst war. Die Band wurde von der Presse Ende der 1970er als „Beatles des Punks“ bezeichnet. Die Musiker selbst sahen sich als Popgruppe, da es ihnen weniger um die politische Einstellung als um die Musik ging, und auch ihre Frisuren und Kleidung eher unauffällig waren. Die Band löste sich im Jahr 1980 auf. Nach verschiedenen Erinnerungskonzerten in den Jahren 1999 und 2000 veröffentlichte sie im Jahr 2010 ein neues Studioalbum und geht seitdem wieder auf Tournee.

## Bandgeschichte

### 1976–1982

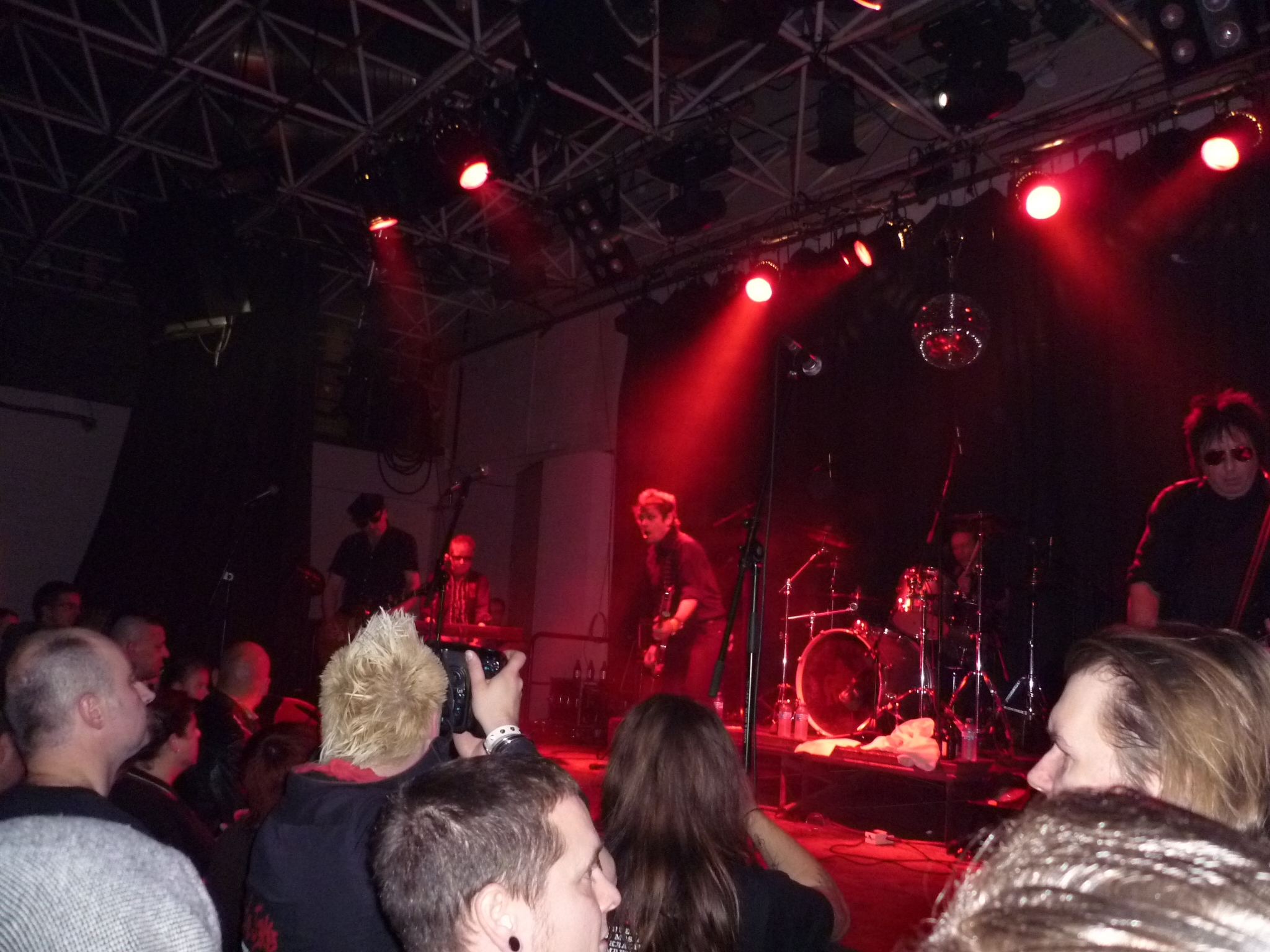
The Boys live (2010)

Matt Dangerfield hatte das Kellergeschoss seiner Mietwohnung im Londoner Stadtteil Maida Vale in ein Aufnahmestudio verwandelt. Dort trafen sich Punks der ersten Stunde, wie Mick Jones, Tony James, Bryan James, Rat Scabies, Gene October und Billy Idol. Die Bands The Damned, The Clash, Generation X und die Sex Pistols nahmen dort ihre Songs auf. Dort begegnete er Casino Steel, ehemals Mitglied der Hollywood Brats, und gründete mit ihm und Honest John Plain, einem Studienfreund aus der Kunstschule in Leeds, und zwei weiteren jungen Musikern Duncan 'Kid Reid und Jack Black die Band The Boys.
Mit den von Dangerfield und Steel komponierten Liedern waren ihre ersten Auftritte in renommierten englischen Clubs sehr erfolgreich und die Plattenfirma NEMS wurde auf sie aufmerksam. Im Januar 1977 unterzeichneten die Boys einen Fünf-Jahres-Vertrag mit dem Label und waren somit die erste englische Punkband, die einen Albenvertrag bekam. Zunächst kam aber ihre erste Single I Don't Care / Soda Pressing heraus. Zeitgleich gingen sie als Vorband mit John Cale auf Englandtour. Im Mai 1977 stellten sie ihr erstes Album fertig, das durch die Unzulänglichkeit der Plattenfirma erst Anfang September in den Läden zu erhalten war, als auch eine Menge anderer Punkbands ihr erstes Album herausbrachten und mit The Boys konkurrierten. Eine gekürzte Version von Plains Punkhymne First Time kam Ende Juli 1977 heraus, bekam großen Beifall und wurde von Sounds zur Single der Woche gekürt. John Peel lud die Band daraufhin zu seiner Radio Show ein. Die Single hatte gerade Platz Nr. 77 der UK Charts erreicht, das Debütalbum The Boys befand sich auf Platz Nr. 50, als die Musikwelt die Nachricht von Elvis Presleys Tod ereilte. Da NEMS zu RCA gehörte, machte sie nun alle Ressourcen frei, um die gestiegene Nachfrage auf dem Markt nach Elvis’ Schallplatten zu befriedigen. Die Platten der Boys verließen die Charts, da sie niemand kaufen konnte.
Trotz dieser Niederlagen hatte sich die Band inzwischen eine große Fangemeinde aufgebaut, vor allem in Europa, wo ihre Liveauftritte mit der eingängigen Punk-Pop-Musik sofort ankamen. Im Februar 1978 kam die Single Brickfield Nights heraus und einen Monat später ihr zweites Album Alternative Chartbusters. Durch das Versäumnis der Plattenfirma erschien es nicht rechtzeitig zur Tour, um es dort promoten zu können, und verfehlte deshalb die Charts. Trotzdem lud John Peel sie erneut ein. Die zweite Peel Session wurde am 2. Mai 1978 aufgenommen. Im Sommer 1978 kam es erneut zum Eklat mit NEMS, welche für die Aufnahmen in den Rockfield Studios für das dritte Album mit dem Arbeitstitel Junk nicht bezahlen wollten, und die Studios die Herausgabe der Masterbänder mit den fünfzehn Aufnahmen verweigerten. Dangerfield hatte zum Glück einige der Monitormixes gesichert, die auf den Alben Odds And Sods und Punk Rock Rarities viele Jahre später erschienen. Die Band nahm den Kampf mit NEMS auf und ging in den Streik, worauf es ihnen 1979 gelang sich vom Vertrag zu lösen.
Ihr neues Album To Hell with the Boys, dem die Single Kamikaze vorausging, erschien im Herbst 1979 bei Safari Records. Im Frühjahr 1980 traten die Boys in The Old Grey Whistle Test auf und bestritten einige Konzerte als Vorband der Ramones auf deren Englandtour. Die Single Terminal Love erschien im Februar, zudem wurde eine dritte Radio Session beim BBC gesendet. Der Song You Better Move On von Arthur Alexander wurde als nächste Single gecovert, bevor Steel die Band verließ, um nach Norwegen zurückzukehren. The Boys unternahmen danach eine Tour durch Frankreich und flogen zwischendurch nach Deutschland, wo sie You' Better Move On in der Fernsehshow Musikladen aufführten.
Im Spätherbst 1980 brachte die Band ihre vorletzte Single Weekend, welche im „Peter Powell Radio 1“ die Schallplatte der Woche wurde. Das dazugehörige Video wurde in „Noel Edmonds Multi Coloured Swapshop“ gezeigt. Trotzdem verfehlte die Single wiedereinmal die Charts. Das im Januar erschienene Album Boys Only und die Single Let It Rain wurde ebenso ein kommerzieller Fehlschlag und „Safari Records“ ließ die Band fallen. Das hatte die Auflösung von The Boys zur Folge. Für zwei Konzerte in New York, eine Italien- und eine Spanientour reformierte sich die Band zeitweise mit wechselnden Mitglieder, gab dann aber in Ibiza Castle, hoch über Ibiza, ihr letztes Konzert für die nächsten 17 Jahre.

### Revival 1999

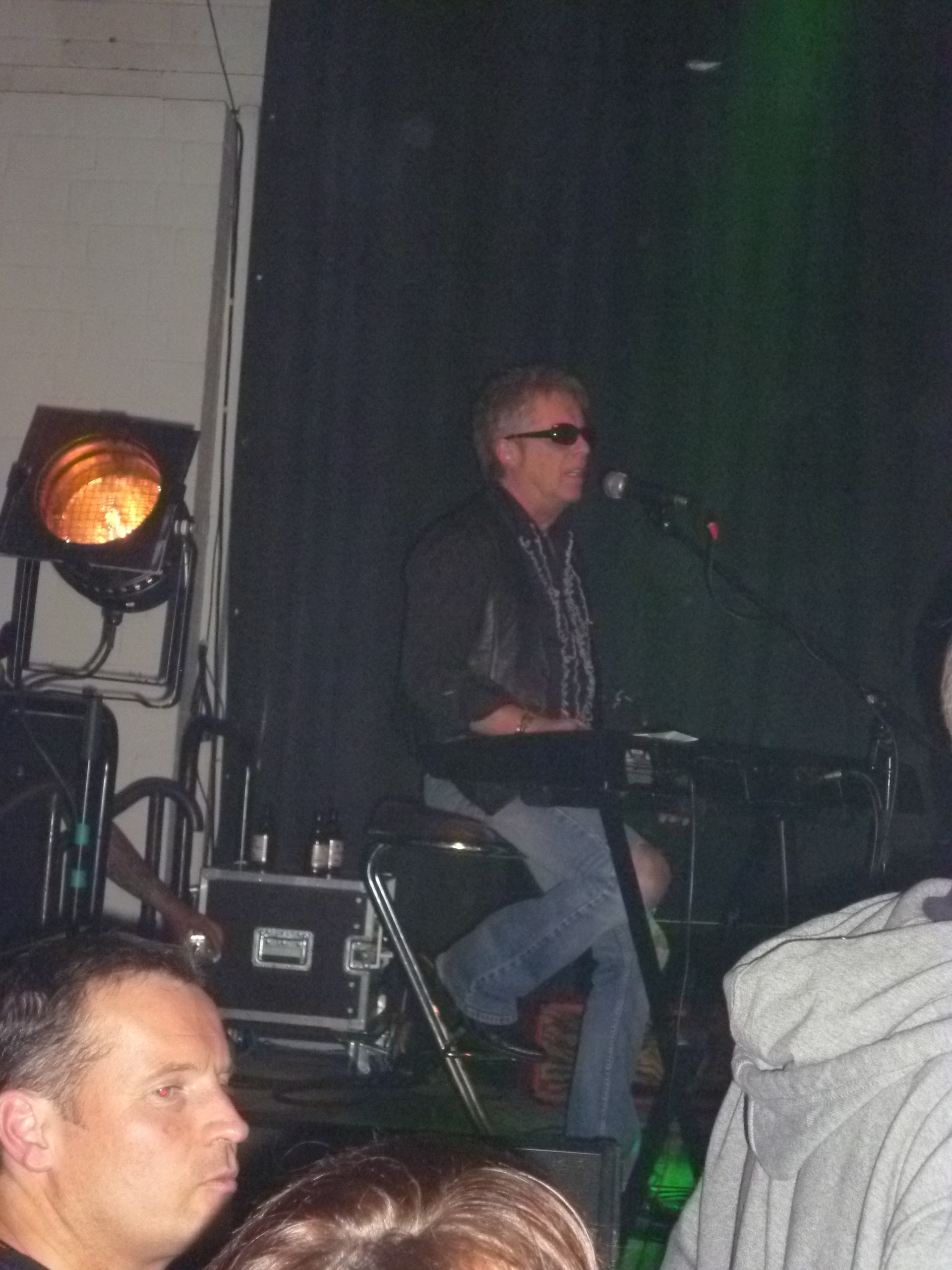
Casino Steel live 2010

Obwohl die Boys kommerziell wenig Erfolg hatten, erreichten sie einen hohen Bekanntheitsgrad. Die Toten Hosen coverten verschiedene Titel und interessierten neue Fans für die Musik der Boys. In den späten 1980er und 1990er Jahren wurden einige der Originalalben auf CD auf den Markt gebracht, genauso wie seither unveröffentlichtes Material, zum Beispiel auf dem Album Powercut, auf dem Campino als Gastsänger mitwirkt.
1998 hatten Thee Michelle Gun Elephant einen Hit mit einem Cover von Soda Pressing und Sick of You in Japan. Dies führte 1999 zur Wiederveröffentlichung verschiedener Boys-Alben, darunter The Peel Sessions, von denen allein in Japan mehr als 30.000 Stück verkauft wurden. Vinyl Japan brachte ebenso die erste Boys-Tribute-CD Satisfaction Guaranteed auf den Markt, die dreizehn Bands aus aller Welt unterstützten. Ein zweites Tributealbum You Wanna Know What It’s Like?, unterstützt von einundzwanzig internationalen Bands wurde in Italien zusammengestellt und kurzfristig herausgebracht.
Ermuntert von diesen Erfolgen beschlossen The Boys aus dem Ruhestand zurückzukehren und folgten der Einladung nach Japan. Dort gaben sie am 31. Juli und am 1. August 1999 zwei erfolgreiche Konzerte mit Vom Ritchie am Schlagzeug. In dieser Besetzung spielten sie ebenfalls auf dem Sun Festival in Berga, Spanien am 23. September 2000. Jack Black hatte einen Gastauftritt und trommelte bei Kamikaze. Zum ersten Mal seit zwanzig Jahren zeigten sich fünf Original Boys zusammen auf der Bühne. Das erste Konzert in England nach zwanzig Jahren folgte am 6. Juli 2001 beim The Holidays in the Sun Punkfestival in Morecambe und The Boys wurden im Nachrichtenprogramm des BBC „North West Tonight“ gezeigt.
Am 21. Dezember 2000 gaben The Boys in Düsseldorf ihr erstes Konzert in Deutschland. Dort waren sie zusammen mit T. V. Smith eine der Vorbands von Die Toten Hosen, von denen sie 2002 eingeladen wurden an deren Festival „Grillparty“ auf der Loreley teilzunehmen. The Boys spielten 6. September vor 5000 Fans, und am folgenden Abend begleiteten sie Die Toten Hosen auf der Bühne vor 20.000 Fans bei den Songs First Time und Brickfield Nights.
Im Dezember 2008 erschien eine neue 7"-Single von The Boys: Jimmy Brown, zusammen mit dem älteren Titel I Love Me auf der B-Seite, auf dem deutschen Label „Still-Unbeatable-Records“, als limitierte Auflage von 500 Stück.

### The Mattless Boys

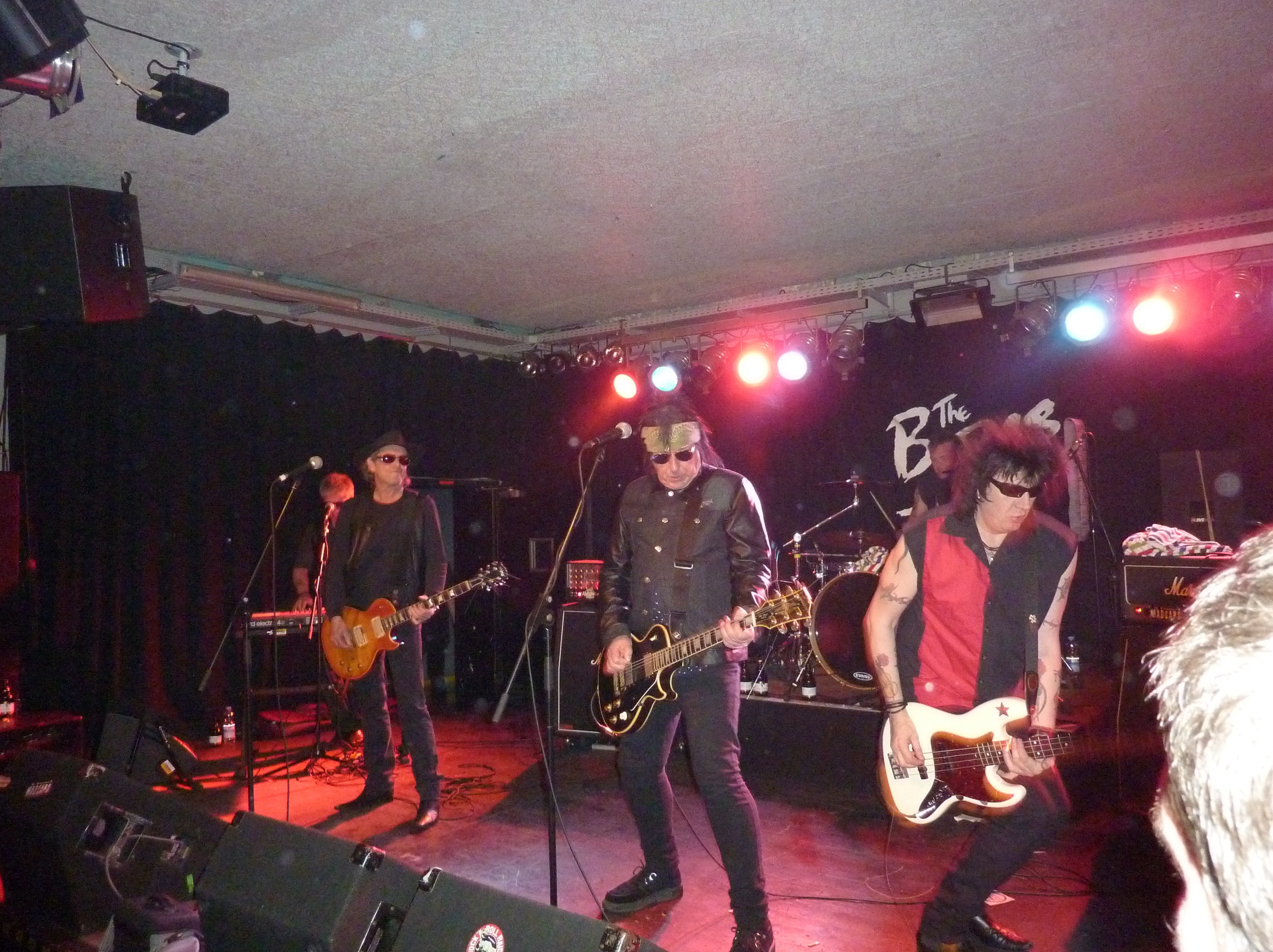
The Boys 2014 in Augsburg

Im Oktober 2010 erschien auf Vom Ritchies Label Drumming Monkey Records das Album The Mattless Boys mit dreizehn neuen Songs, eingespielt von den Musikern Honest John Plain, Duncan Reid, Casino Steel, Vom Ritchie und dem Gitarristen Petter Baarli von den Backstreet Girls. Das Album war als Solo-Album von Honest John Plain geplant, entwickelte sich jedoch zu einem Projekt, bei dem mit Ausnahme von Frontmann Matt Dangerfield alle Musiker von The Boys vertreten waren. Im Juli 2011 verließ Duncan Reid die Band.

### Punk Rock Menopause
Unterstützt durch Steve Fielding am Bass ging die Band im Mai 2014 erneut auf Tournee und gab neun Konzerte in Deutschland. Im Juli 2014 erschien das Studioalbum Punk Rock Menopause für das die Boys sowohl bekannte Komposition aus ihrem Repertoire, wie auch dreizehn neue Stücke einspielten. Neben der Originalbesetzung der Band Matt Dangerfield, Honest John Plain, Casino Steel waren die Musiker Steve Fielding am Bass, Stephane Reynaud und Martin H-Son am Schlagzeug bei den Aufnahmen zum Album beteiligt.

## Diskografie (Alben)
- 1977: The Boys
- 1978: Alternative Chartbusters
- 1979: To Hell with the Boys
- 1980: Boys Only
- 1989: The Boys/Alternative Chartbusters
- 1990: Odds & Sods
- 1990: Live at The Roxy
- 1993: Live at the BBC – with The Vibrators
- 1995: The Best of the Boys
- 1996: Complete Boys Punk Singles Collection
- 1996: Powercut
- 1997: Powercut – unplugged
- 1999: BBC Sessions
- 1999: The Peel Sessions
- 1999: Sick on You
- 1999: The Very Best of the Boys
- 1999: Punk Rock Rarities
- 2014: Punk Rock Menopause

The Mattless Boys
- 2010: The Mattless Boys

Videoalben
- 2002: The Boys Live in Germany 2001

## The Yobs
Regelmäßig zur Weihnachtszeit tauschten The Boys, das „B“ und das „Y“ in ihrem Namen und wurden zu „The Yobs“. Dann traten sie mit übergezogenen Strumpfmasken und als Weihnachtsmänner verkleidet auf.

### Alben der Yobs
- 1980: The Yobs Christmas Album
- 1991: Xmas 11
- 1995: Leads 3 Amps Utd. 0
- 2001: The Worst of the Yobs